# Almetievsk
Almetievsk (ru. Альметьевск) este un oraș din Republica Tatarstan, Federația Rusă și are o populație de 140.437 locuitori.